# Declaração de guerra da França à Alemanha Nazista (1939)

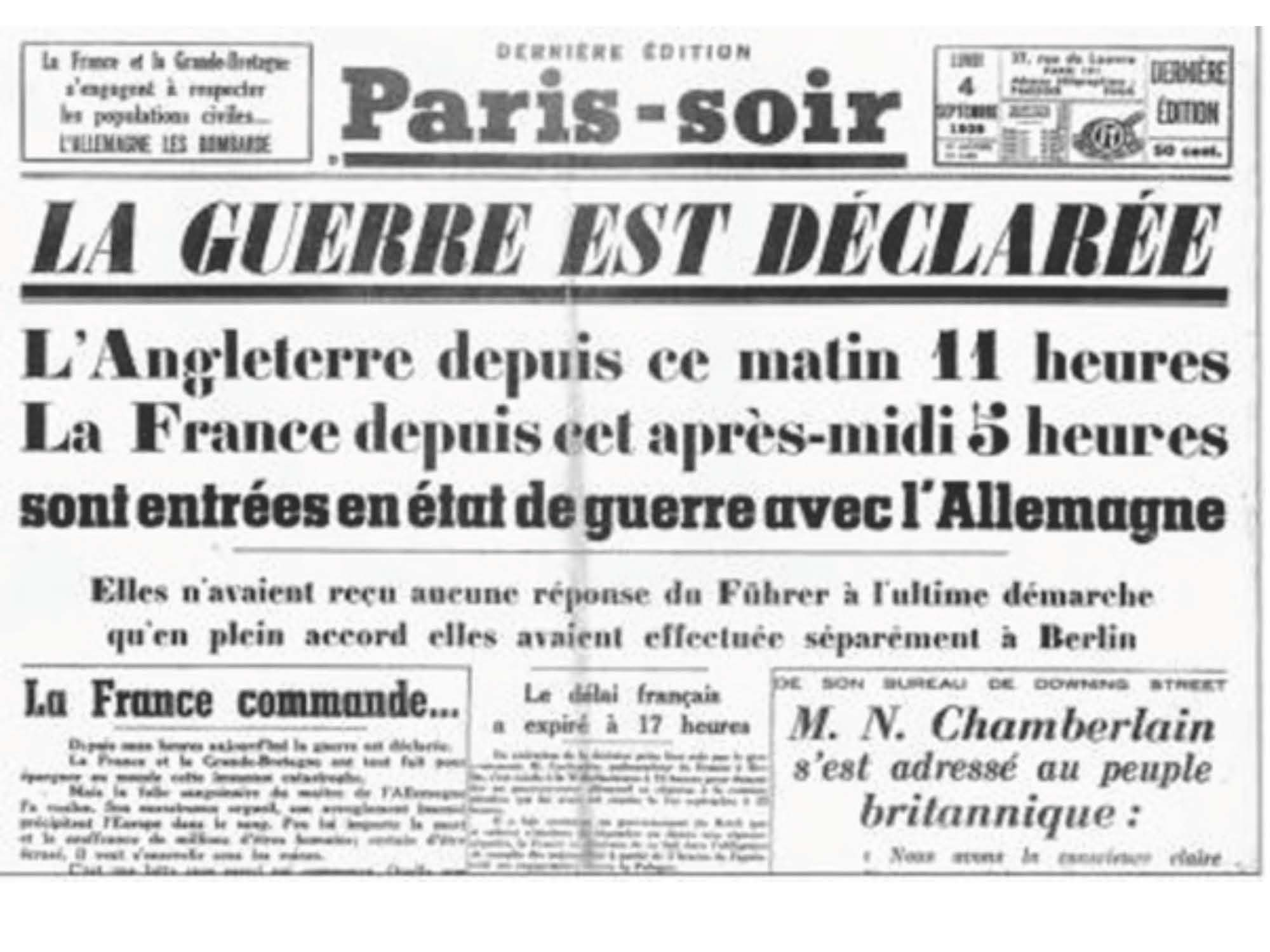
Jornal Paris-soir anunciando a declaração de guerra da França à Alemanha em 3 de setembro de 1939.

Em 3 de setembro de 1939, dois dias após a invasão alemã da Polônia, a França declarou guerra à Alemanha Nazista de acordo com seu tratado de defesa com a Polônia, quando o ultimato da França à Alemanha, emitido no dia anterior, expirou às 17:00. Isso ocorreu horas após o Reino Unido declarar guerra à Alemanha.

## Texto da declaração
Homens e Mulheres da França,
Desde o amanhecer de 1º de setembro, a Polônia tem sido vítima da agressão mais brutal e cínica. Suas fronteiras foram violadas. Suas cidades estão sendo bombardeadas. Seu exército está heroicamente resistindo ao invasor.
A responsabilidade pelo sangue derramado recai inteiramente sobre o Governo Hitler. O destino da paz estava nas mãos de Hitler. Ele escolheu a guerra. A França e a Inglaterra fizeram inúmeros esforços para preservar a paz. Hoje de manhã, fizeram uma intervenção urgente em Berlim para dirigir ao Governo Alemão um último apelo à razão e solicitar que pare as hostilidades e abra negociações pacíficas.
A Alemanha nos respondeu com uma recusa. Ela já havia se recusado a responder a todos os homens de boa vontade que recentemente levantaram suas vozes em prol da paz mundial. Portanto, ela deseja a destruição da Polônia, a fim de poder dominar a Europa rapidamente e escravizar a França.
Ao nos levantarmos contra a tirania mais terrível, ao honrar nossa palavra, lutamos para defender nosso solo, nossos lares, nossas liberdades. Estou consciente de ter trabalhado incansavelmente contra a guerra até o último minuto.
Saudamos com emoção e carinho nossos jovens soldados, que agora partem para realizar a tarefa sagrada que nós mesmos realizamos antes deles. Eles podem ter plena confiança em seus chefes, que são dignos daqueles que anteriormente conduziram a França à vitória.
A causa da França é idêntica à da Justiça. É a causa de todas as nações pacíficas e livres. Ela será vitoriosa.
Homens e mulheres da França!
Estamos travando uma guerra porque ela foi imposta a nós. Cada um de nós está em seu posto, no solo da França, naquela terra da liberdade onde o respeito à dignidade humana encontra um de seus últimos refúgios. Todos vocês cooperarão, com um profundo sentimento de união e fraternidade, pela salvação do país.
Viva a França!

Edouard Daladier, Presidente do Conselho de Ministros.